# Hermann Cummerow
Hermann Heinrich Karl Ernst Cummerow (* 10. Januar 1878 in Demmin; † 13. Januar 1966 in Greifswald) war ein deutscher Offizier, zuletzt Oberst bei der Wehrmacht und SS-Brigadeführer im Zweiten Weltkrieg. Nach seiner aktiven Dienstzeit in der Sächsischen Armee und Reichswehr trat er zunächst der SA und später der SS bei, um sich hauptsächlich um die Ausbildung des Führungsnachwuchs zu kümmern. Mit Paul Hausser als Vorgesetztem engagierte er sich beim Aufbau der Waffen-SS und war für die militärische Ausbildung der SS-Totenkopfverbände zuständig. In den SS-Junkerschulen baute er ab September 1937 Ausbildungsklassen auf. Bei Kriegsende war er Regimentskommandeur in einer Infanterie-Division.

## Leben
Cummerow wurde als Sohn des Offiziers Ernst Cummerow im Regierungsbezirk Stettin in der preußischen Provinz Pommern geboren. Nach dem Besuch eines humanistischen Gymnasiums schloss er die Oberprima mit dem Abitur ab.
Am 13. April 1896 trat Cummerow als Offizieranwärter in die Königlich Sächsischen Armee ein und diente bis zum 1. August 1914 zunächst beim 11. Infanterie-Regiment Nr. 139 und dann bis zum Ausbruch des Ersten Weltkriegs beim 3. Infanterie-Regiment Nr. 102 „König Ludwig III. von Bayern“. In seine Dienstzeit fiel in den Jahren 1900 bis 1902 ein Auslandseinsatz bei der Niederschlagung des Boxeraufstands beim 6. Ostasiatischen Infanterie-Regiment (unterstellt der 3. Ostasiatischen Infanterie-Brigade des Ostasiatischen Expeditionskorps). Nach seiner Beförderung zum Sekondeleutnant 1897 absolvierte er die Kriegsakademie und avancierte bis Ende September 1911 zum Hauptmann. Während des Ersten Weltkriegs war er Generalstabsoffizier der 96. Infanterie-Division und schließlich als Major Kommandeur des II. Bataillon im Reserve-Infanterie-Regiments Nr. 243 bei der 53. Reserve-Division. Er kämpfte auf dem Gebiet des Osmanischen Reichs, Persiens und an der Westfront. Für die Abwehrerfolge seines Bataillons westlich von Soissons wurde ihm am 3. Oktober 1918 das Ritterkreuz des Militär-St.-Heinrichs-Ordens verliehen. Darüber hinaus erhielt er beide Klassen des Eisernen Kreuzes.
Am 1. März 1919 wurde Cummerow in die Reichswehr übernommen und stieg am 1. Juli 1921 zum Oberstleutnant auf. Er war zunächst Kommandeur des I. Bataillons und diente bis zum 31. März 1926 beim Stab des 11. (Sächsischen) Infanterie-Regiments in Leipzig. Als Oberst schied er dann nach 30 Dienstjahren aus dem Militärdienst aus.
Zum 1. Mai 1933 trat er der NSDAP (Mitgliedsnummer 2.579.961) und am 21. April 1933 der SA als SA-Sturmbannführer bei. Vom 21. April 1933 bis zum 1. Juni 1935 war er der SA-Obergruppe I (Berlin) (aus der dann im Juli 1933 die SA-Obergruppe III (Berlin) hervorging) zugeteilt. Vom 8. April 1934 bis zum 5. Mai 1934 war er Taktiklehrer an der Reichsführerschule der SA in München. Am 1. November 1934 wurde er als Leiter des SA-Ausbildungsamts beim Chef des Ausbildungswesens zum SA-Obersturmbannführer befördert. Am 20. November folgte er SA-Sturmbannführer Werner nach und wurde gleichzeitig Chef des Personalamts beim Chef des SA-Ausbildungswesens.
Cummerow trat am 1. Juni 1935 von der SA zur SS im Rang eines SS-Sturmbannführers im Stab des Reichsführers SS über (SS-Nummer 263.268). Er war vom 1. Juni 1935 bis zum 28. Januar 1941 hauptamtlicher Führer der Allgemeinen SS. Vom 10. Juli 1935 bis zum 1. Oktober 1936 war er Leiter der Abteilung A1 im SS-Hauptamt. Am 1. Oktober 1936 folgte er Paul Hausser als Leiter des Führungsamts im SS-Hauptamt, das er am 1. Oktober 1937 an Karl Zech übergab. Gleichzeitig war er vom 20. April 1937 bis zum 1. September 1938 Hauptabteilungsleiter im Personalstab des Reichsführers SS. Vom 1. September 1938 bis zum 1. Juni 1939 war er Führer z. V. der SS-Totenkopfverbände und Konzentrationslager. Vom 1. Juni 1939 bis zum 1. August 1939 war er Chef des Amtes Erziehung und Bildung im SS-Personalhauptamt, anschließend bis 17. November 1939 stellvertretender Chef des Gruppenkommandos der SS-Totenkopfstandarten in allen rein militärischen Fragen und ab dem 3. August 1939 Stellvertreter von Theodor Eicke in der Truppenführung und als solcher Vorgesetzter aller SS-Totenkopfeinheiten. Eicke sollte für die SS eigene Frontverbände (die Waffen-SS) aufstellen, die ausschließlich aus Freiwilligen der Totenkopf-Standarten gebildet werden sollten. Vom 17. November 1939 bis zum 25. Mai 1940 war er Beauftragter des Generalinspekteurs der verstärkten Totenkopfstandarten und unterstand in dieser Funktion August Heißmeyer; Heißmeyer beschrieb am 17. November Cummerows Aufgaben wie folgt: Ausbildung der Truppen und ihrer Truppen sowie Vorbereitung der Führer und der Truppen für ihren Einsatz. Zudem leitete Cummerow vom 9. November 1939 bis zum 25. Mai 1940 das Ausbildungswesen der verstärkten SS-Totenkopfstandarten. Vom 25. Mai 1940 bis zum 28. Januar 1941 war er Ausbildungsinspekteur der Waffen-SS im SS-Hauptamt.
Am 28. Januar 1941 beendete Cummerow seine hauptamtliche Tätigkeit bei der SS und trat als Oberst in die Wehrmacht ein. Allerdings verblieb er bis zum 8. Mai 1945 als SS-Ehrenführer beim Stab Reichsführer SS. Ab dem 9. Juni 1941 bis zum Kriegsende war er Regimentskommandeur in der 62. Infanterie-Division.

## Familie
Cummerow war verheiratet und hatte einen Sohn und eine Tochter. Die Ehe wurde am 24. Juni 1924 geschieden. Er sprach neben Deutsch auch Französisch.

## Beförderungen

### In der SA
- 21. April 1933: SA-Sturmbannführer
- 1. November 1934: SA-Obersturmbannführer

### In der SS
- 1. Juni 1935: SS-Sturmbannführer[2]
- 15. September 1935: SS-Obersturmbannführer[2]
- 11. März 1936: SS-Standartenführer[2]
- 20. April 1937: SS-Oberführer[2]
- 30. Januar 1939: SS-Brigadeführer

## Auszeichnungen
- Ehrendegen Reichsführer SS[2]
- SS-Ehrenring (SS-Totenkopfring)
- 16. Dezember 1935: SS-Julleuchter